# Józef Mańczak
Józef Mańczak (ur. 19 marca 1896 w Poznaniu, zm. 23–24 kwietnia 1940 w Katyniu) – polski lotnik wojskowy, kapitan pilot rezerwy Wojska Polskiego, uczestnik wojny polsko-bolszewickiej i kampanii wrześniowej 1939 roku, ofiara zbrodni katyńskiej.

## Życiorys
Urodził się 19 marca 1896 roku w Poznaniu, w rodzinie Stanisława i Marii z domu Hodern. 10 sierpnia 1914 roku ukończył Gimnazjum św. Marii Magdaleny w Poznaniu. Jako mieszkaniec Poznania i poddany cesarza Wilhelma II, krótko przed wybuchem I wojny światowej, zgłosił się na ochotnika do armii pruskiej. Najpierw trafił do jednostki balonów na uwięzi w Poznaniu, a następnie we wrześniu 1914 roku został przeniesiony do poznańskiego Generalkommando V. Armee-Korps, gdzie został tłumaczem. Uczęszczał do szkoły lotniczej w Darmstadt. Walczył jako pilot myśliwski na froncie wschodnim i zachodnim. Latał w eskadrze słynnego „Czerwonego Barona” – Manfreda von Richthofena. Jego kolegą w jednostce lotniczej był znany niemiecki as myśliwski – Ernst Udet. Józef Mańczak mimo zdanych egzaminów oficerskich nie został awansowany na pierwszy stopień oficerski, a powodem były z pewnością polskie pochodzenie i patriotyczne poglądy. Po abdykacji cesarza Wilhelma II zbiegł z armii niemieckiej i wrócił do Poznania.
Wstąpił do Rady Żołnierskiej i Robotniczej i wraz z innymi Polakami opracowywał plany zdobycia niemieckich koszar i innych obiektów wojskowych. Brał czynny udział w powstaniu wielkopolskim m.in. przy rozbrajaniu niemieckich oddziałów na poznańskim dworcu kolejowym i w zdobywaniu koszar. Po zdobyciu przez powstańców lotniska niemieckiego na Ławicy, sformowano na bazie przejętych tam samolotów polską kompanię lotniczą, a Józef Mańczak został jej dowódcą. 

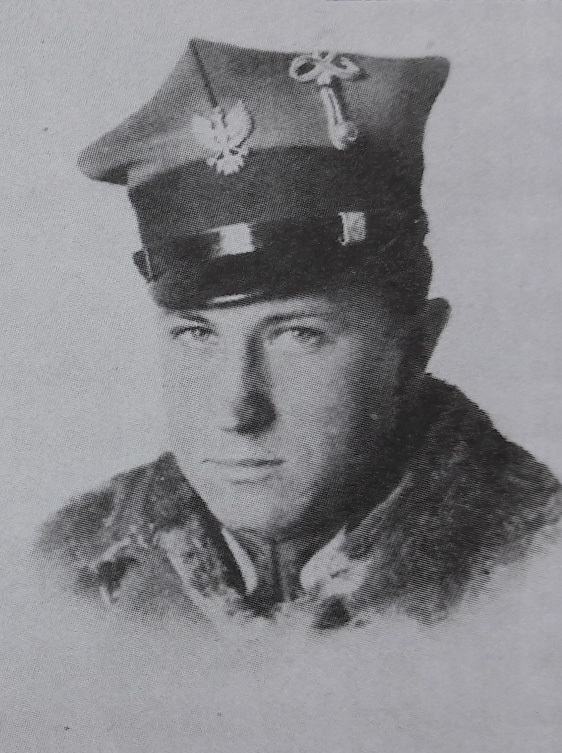
Józef Mańczak ppor. pilot (1920)

Awansowany na stopień podporucznika, brał udział jako dowódca 14 Eskadry Wywiadowczej w wojnie polsko-bolszewickiej, aż do zawarcia rozejmu. Zdał dowództwo w marcu 1921 roku po reorganizacji eskadry i służył dalej w 3 Pułku Lotniczym w Poznaniu. W lutym 1921 mianowano go na stopień porucznika, a w 1922 – kapitana. Był dowódcą 13 Eskadry Myśliwskiej (1924), 32 Eskadry Lotniczej (1925), pełnił kilkakrotnie obowiązki dowódcy dywizjonu.
Józef Mańczak został przeniesiony w nieustalonym czasie między 1930 a 1933 rokiem, jako kapitan pilot do rezerwy z powodu choroby serca. Po opuszczaniu wojska zajmował się handlem. Przez kilka lat prowadził następnie w Poznaniu kino „Stylowe” (obecnie kino Bałtyk). W 1930 roku zagrał w najdroższym filmie dwudziestolecia międzywojennego – batalistycznej „Gwiaździstej eskadrze” w reżyserii Leonarda Buczkowskiego.
W sierpniu 1939 roku ponownie zmobilizowany, otrzymał przydział do Bazy Lotniczej nr 3. Podczas kampanii wrześniowej, 10 września objął dowództwo kompanii lotniskowej Bazy Lotniczej nr 3. Ewakuowany na południowy wschód w kierunku Rumunii. 17 września, po agresji ZSRR na Polskę, został wraz z oddziałem rozbrojony i w Zwiniaczach koło Tarnopola dostał się do niewoli sowieckiej. Przewieziono go do obozu przejściowego w Szepetówce, a ostatecznie został osadzony w obozie jenieckim w Kozielsku. 22 kwietnia 1940 roku przekazany do dyspozycji naczelnika Zarządu NKWD Obwodu Smoleńskiego – lista wywózkowa 040/3 z 20 kwietnia 1940 roku pozycja nr 78, teczka nr 1707. Został zamordowany między 23 a 24 kwietnia 1940 roku w lesie katyńskim przez funkcjonariuszy Obwodowego Zarządu NKWD w Smoleńsku oraz pracowników NKWD przybyłych z Moskwy na mocy decyzji Biura Politycznego KC WKP(b) z 5 marca 1940 roku. Ofiary tej zbrodni grzebano w bezimiennych mogiłach zbiorowych, gdzie od 28 lipca 2000 roku mieści się oficjalnie Polski Cmentarz Wojenny w Katyniu. W miejscu tym prowadzone były ekshumacje i prace archeologiczne. Zidentyfikowany podczas ekshumacji nadzorowanych przez Niemców w 1943 roku pod numerem 914 – dosł. opisany jako Mańczak Josef (raport dzienny z 4 maja 1943 roku). Przy jego szczątkach znaleziono: rozliczenie z poborów, część dowodu osobistego na nazwisko Mańczak Ewa urodzona w Poznaniu, odznakę pilota oraz zegarek zniszczony na rękę bez werku. Figuruje na liście Komisji Technicznej PCK pod numerem 0914 wskazany jako Manczak Jósef.

### Życie prywatne
Po powrocie z wojny do Poznania, 15 stycznia 1923 roku ożenił się z Ewą Greiser – córką kupca Franciszka Greisera i Marii z domu Kwiatkowskiej, śpiewaczką Opery Poznańskiej (bliską krewną pochodzącego ze Środy Wielkopolskiej późniejszego namiestnika Kraju Warty Arthura Greisera). Jak wspominał syn Ewy i Józefa Mańczaków – Andrzej, jego matka uważała się za Polkę i odrzuciła oferowane jej osobiście przez Arthura Greisera w czasie okupacji niemieckie obywatelstwo. W 1929 roku urodził im się syn Andrzej, prawdopodobnie jeszcze mieli córkę.

## Ordery i odznaczenia
- Krzyż Walecznych (dwukrotnie)[7][10]
- Medal Niepodległości (16 marca 1933)[22][7]
- Srebrny Krzyż Zasługi (24 grudnia 1928)[23][7]
- Krzyż Waleczności Armii gen. Bułak-Bałachowicza[7]
- Polowa Odznaka Pilota[7]

## Upamiętnienie
5 października 2007 roku został mianowany pośmiertnie przez Ministra Obrony Narodowej Aleksandra Szczygłę na stopień majora. Awans został ogłoszony 9 listopada 2007 roku w Warszawie, w trakcie uroczystości „Katyń Pamiętamy – Uczcijmy Pamięć Bohaterów”.
W ramach akcji „Katyń... pamiętamy” / „Katyń... Ocalić od zapomnienia”, w 2012 roku w Parku im. Ignacego Paderewskiego w Toronto–Etobicoke został zasadzony Dąb Pamięci honorujący Józefa Mańczaka.